# Velepirene
Velepirene is een geslacht van vliesvleugeligen uit de familie Pteromalidae. De wetenschappelijke naam van dit geslacht is voor het eerst geldig gepubliceerd in 1988 door Zdeněk Bouček.

## Soorten
Het geslacht Velepirene is monotypisch en omvat slechts de volgende soort:
- Velepirene gressitti Boucek, 1988